# Sporosarcina newyorkensis

Sporosarcina newyorkensis est une bactérie Gram-positive et endospore du genre Sporosarcina qui a été isolée dans le sang d'un homme New Yorkais de 57 ans ainsi que dans le lait de vache en Belgique.